# Szczerbiec
Szczerbiec (pronunciación en polaco: /ˈʂt͡ʂɛr.bʲɛt͡s/) es la espada ceremonial utilizada en las coronaciones de la mayoría de los monarcas polacos desde 1320 hasta 1764, Pero ahora se exhibe en la bóveda del tesoro del castillo real de Wawel en Cracovia, como la única parte conservada de las joyas de la corona polaca medieval. La espada destaca por su empuñadura, decorada con fórmulas mágicas, símbolos cristianos y motivos florales, así como por la estrecha hendidura de la hoja que alberga un pequeño escudo con el escudo de armas de Polonia. El nombre de la espada, derivado de la palabra polaca szczerba ("brecha", "muesca" o "chip"), puede traducirse al inglés como "la espada con muescas" o "la espada dentada", aunque los bordes de su hoja son rectas y lisas.

## La leyenda
Según una leyenda, en Szczerbiec se encontraba el rey Boleslao I el Bravo, a quien se atribuye haber astillado la espada durante su intervención en la crisis de sucesión de Kiev de 1018 golpeándola contra la Puerta dorada de Kiev. En realidad, la espada data de finales del siglo XII o principios del XIII, mientras que la Puerta Dorada no se construyó sino hasta 1037. Ladislao el Breve la utilizó como espada de coronación por primera vez en 1320. Fue tomada en 1795 por las tropas prusianas, y varios propietarios la conservaron a lo largo del siglo XIX antes de que fuera adquirida en 1884 por el Museo del Hermitage de San Petersburgo. En 1928, la Unión Soviética la devolvió a Polonia. Durante la II Guerra Mundial, la Szczerbiec fue llevada a Canadá y no retornó a Cracovia sino hasta 1959. Los movimientos nacionalistas y de extrema derecha polacos adoptaron la imagen de la espada como su símbolo en el siglo XX.

## Descripción
Szczerbiec es un 98 cm (38,6 plg) espada ceremonial con rica ornamentación gótica, fechada a mediados del siglo XIII. Está clasificada como una espada tipo XII con pomo tipo I y cruceta tipo 6 según la tipología Oakeshott, aunque la hoja puede haber cambiado de forma debido a siglos de corrosión y limpieza intensiva antes cada coronación.

### Empuñadura

Diagrama esquemático de las formas y dimensiones de los elementos principales de Szczerbiec (no se muestra la ornamentación)

La empuñadura consta de un pomo redondo, una empuñadura plana y una cruceta arqueada. El agarre es 10,1 cm (4 plg) largo, 1,2 cm (0,5 plg) espesor, y de 2 a 3 cm (0,8 a 1,2 plg) ancho. Tiene una sección transversal rectangular y sus bordes duros la hacen difícil de manejar y poco práctica para la lucha, lo que es indicativo del uso puramente ceremonial de la espada. El pomo es 4,5 cm (1,8 plg) de diámetro y 2,6 cm (1 plg)pulgadas  espesor, con un anillo exterior biselado de 1,3 cm (0,5 plg) ancho. La cruceta forma un arco 1,8 cm (0,7 plg) ancho en el centro y se ensancha hasta 3,4 cm (1,3 plg) en ambos extremos. es 1 cm (0,4 plg) espesor cerca de la empuñadura y mide 20 cm (8 plg) de longitud a lo largo de su borde superior.
El pomo y la cruceta son de plata. El núcleo de la empuñadura es un cofre de latón que envuelve la espiga de la hoja. Probablemente se fabricó en el siglo XIX para sustituir a un núcleo orgánico original, que se había descompuesto. Al mismo tiempo, la espiga se remachó a la parte superior del pomo. La cabeza del remache, de 0,5 cm de diámetro, descansa sobre una arandela rectangular de 1,1 cm × 1,4 cm.
Todas las partes de la empuñadura están cubiertas con placas doradas, que están grabadas con agujas afiladas o redondeadas y decoradas con niello, o incrustaciones metálicas negras que contrastan con el fondo dorado. Cada plato es 1 mm (0,04 plg) espesor y de unos 18 quilates de oro. Los diseños de niello incluyen inscripciones escritas en mayúscula del románico tardío (con algunas adiciones unciales), símbolos cristianos y motivos florales. Los adornos florales son en negativo, es decir, dorados sobre fondo negro nielado. 

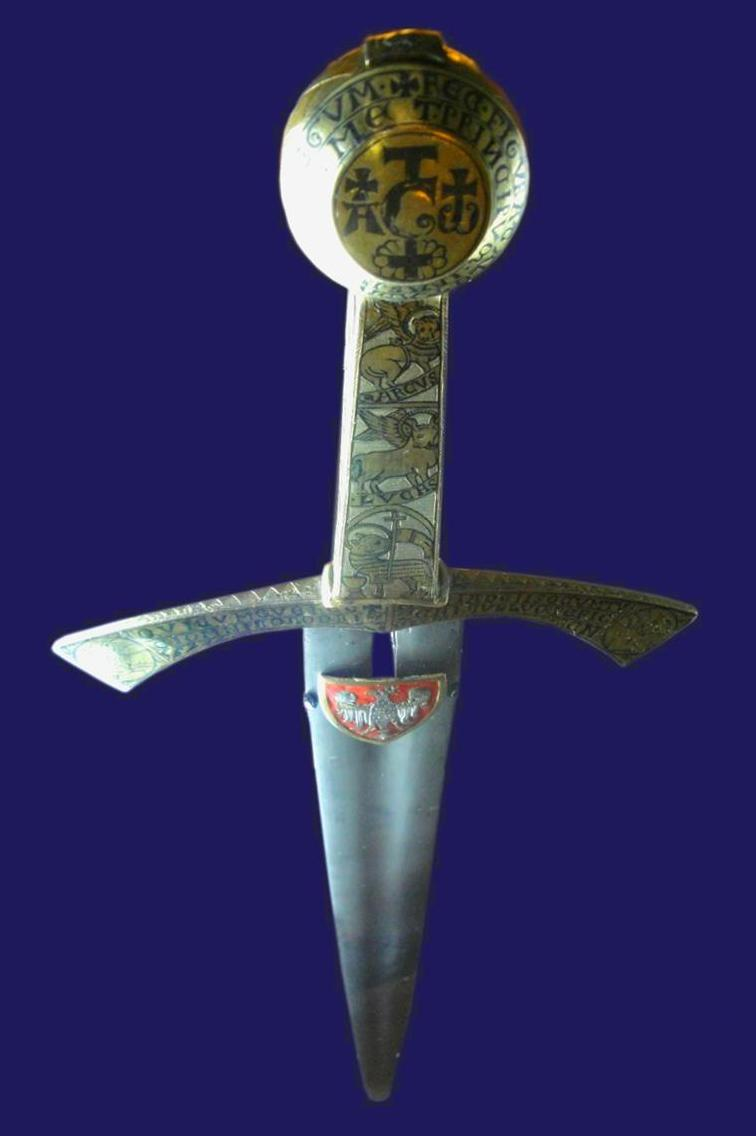
Anverso de Szczerbiec (perspectiva distorsionada)

En el anverso de la empuñadura, el pomo lleva una gran letra T estilizada encima de una letra C o G (esta última podría ser solo un elemento decorativo de la letra T) entre las letras griegas Α y ω (alfa y omega) rematadas con crucecitas. Debajo de la letra T, hay otra cruz colocada dentro de una nube o flor de doce pétalos. En el borde biselado alrededor de este diseño corre una inscripción latina circular en dos anillos que dice: Rec figura talet ad amorem regum / et principum iras iudicum ("Este signo despierta el amor de reyes y príncipes, la ira de jueces"). La empuñadura lleva los símbolos de dos de los Cuatro Evangelistas: el león de San Marcos y el buey de San Lucas, así como un Agnus Dei (Cordero de Dios). La cruz lleva la siguiente inscripción en latín: Quicumque hec / nomina Deii secum tu/lerit nullum periculum / ei omnino nocebit ("Quien lleve consigo estos nombres de Dios, ningún peligro le hará daño"). 

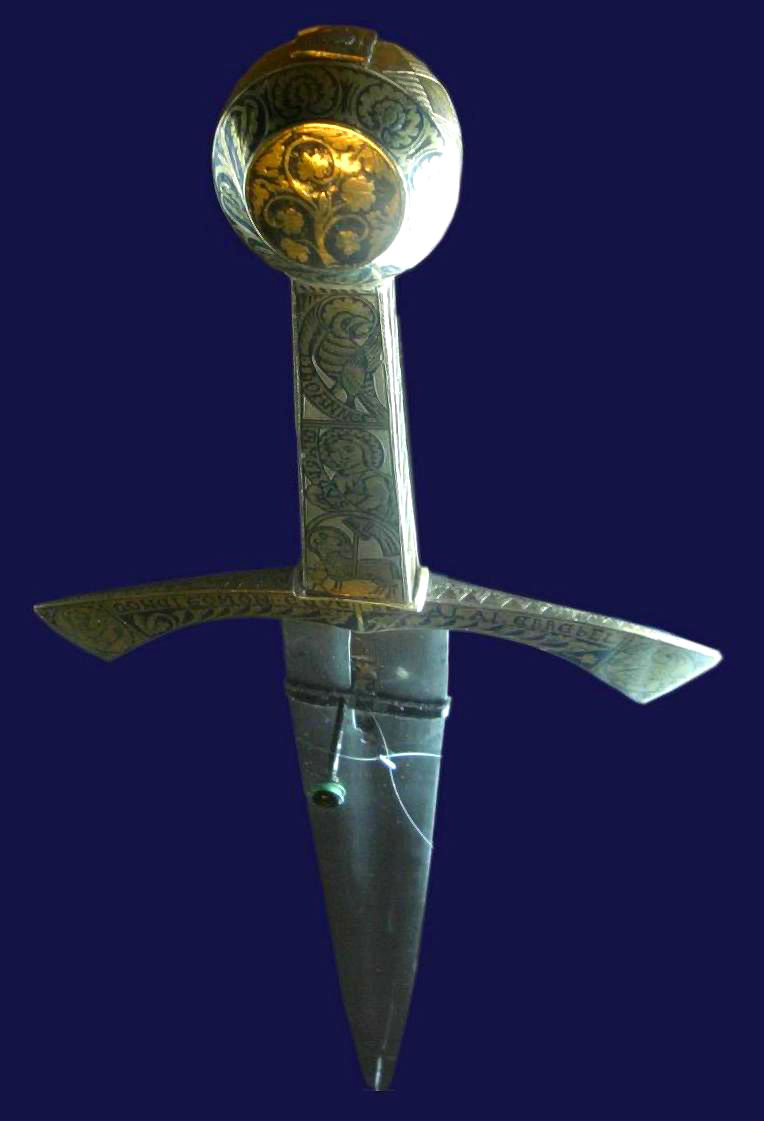
Reverso de Szczerbiec (perspectiva distorsionada)

El reverso del pomo está decorado con un arbusto de vid rodeado por una corona de hojas de vid. En el reverso de la empuñadura, el águila de San Juan y el ángel de San Mateo, y otro Agnus Dei. La cruceta lleva, sobre otro patrón de hojas de vid, una inscripción en hebreo corrupto en escritura latina: Con citomon Eeve Sedalai Ebrebel ("La fe ferviente incita los nombres de Dios: Sedalai y Ebrehel").  En los extremos opuestos de la cruceta, aparecen nuevamente los símbolos de los santos Juan y Mateo.
La circunferencia del pomo está decorada con un patrón rómbico, mientras que el lado superior de la cruceta, con un patrón triangular similar. Los lados estrechos de la empuñadura solían estar adornados con placas de plata inscritas, que, sin embargo, se perdieron en el siglo XIX. Estas inscripciones perdidas se conocen en parte por la documentación gráfica realizada por el pintor de la corte del rey Estanislao Augusto, Johann Christoph Werner, en 1764 y por Jacek Przybylski en 1792. Una de las placas ya se había roto en ese momento y solo se conservaba una parte de la inscripción: Liste est glaud... h Bolezlai Duc. . . ("Esta es una espada de.. . duque Boleslao..."); la inscripción en la otra placa continuaba: Cum quo ei D[omi]n[us] SOS [ Salvator Omnipotens Salvator ] auxiletur ad[ver]sus partes amen ("Con quien está el Señor y Salvador Omnipotente, para ayudarlo contra sus enemigos. Amén"). La parte que falta de la primera inscripción solo se conoce de una antigua réplica de Szczerbiec que una vez perteneció a la familia Radziwiłł (ver Réplicas históricas a continuación). La inscripción completa decía: Iste est gladius Principis et haeredis Boleslai Ducis Poloniae et Masoviae, Lanciciae ("Esta es una espada del príncipe heredero Boleslao, duque de Polonia, Mazovia y Łęczyca"). La identidad de este duque Boleslao es incierta.
El análisis de uso y desgaste indica que las placas en el pomo y la cruceta fueron hechas por el mismo artista, mientras que las placas en la empuñadura se agregaron más tarde. Estos últimos, anverso y reverso, probablemente fueron decorados en el mismo taller y utilizando las mismas herramientas, pero por dos artesanos diferentes. Además, en el siglo XIX se añadió una placa lateral con un patrón rómbico para reemplazar una de las placas laterales con inscripciones perdidas. 
Las imágenes conservadas de Szczerbiec de varios momentos indican que las placas decorativas se desmontaron varias veces y se colocaron nuevamente en la empuñadura en configuraciones variables. La composición actual, con los símbolos de los evangelistas duplicados a cada lado de la empuñadura, coincide con la conocida de la primera representación conservada redactada por Johann Christoph Werner en 1794. Sin embargo, es posible que la ubicación original de las placas de oro fuera diferente, con los símbolos de los santos Juan y Mateo en el anverso de la empuñadura, de modo que cada lado de la empuñadura mostrara los símbolos de los cuatro evangelistas. 

### Espada
La hoja es 82 cm (32,3 plg) largo, hasta 5 cm (2 plg) ancho (alrededor de 5 cm de la cruceta) y 3 mm (0,1 plg) espesor. El más lleno es alrededor de 74 cm (29,1 plg) largo y, en promedio, 2 cm (0,8 plg) ancho. [4] análisis metalográfico ha demostrado que la hoja se forjó a partir de acero semiduro bloomery carburado de manera irregular. Aparte del hierro, el material contiene, en peso, 0,6 % de carbono, 0,153 % de silicio, 0,092 % de fósforo y otros elementos. Numerosas inclusiones de escoria que se encuentran en el acero son típicas de la tecnología de fundición de hierro medieval. Parte de la hoja fue endurecida por enfriamiento. A diferencia de la empuñadura, la hoja habría sido completamente funcional como arma de guerra.  La superficie de la hoja está cubierta de profundos arañazos a lo largo de su longitud, como resultado de una limpieza intensiva del óxido antes de cada coronación, probablemente con arena o polvo de ladrillo. También se pueden encontrar puntos inactivos de corrosión en toda la superficie.

## Localización
Szczerbiec es propiedad de la Colección Nacional de Arte del Castillo Real de Wawel (número de inventario 137) en Cracovia, la antigua capital de Polonia. Como la única insignia de coronación medieval polaca que se conserva, es una parte destacada de la exposición permanente del Tesoro y la Armería del museo. La espada está suspendida horizontalmente dentro de una caja de vidrio en el medio de la Bóveda de Jagiełło y Hedwig ubicada en la planta baja en la esquina noreste del Castillo de Wawel.

## Historia

### El Szczerbiec de Boleslao el Valiente
Los relatos históricos relacionados con la historia temprana de la espada de coronación polaca son escasos y, a menudo, se mezclan con leyendas. El primer uso conocido del nombre "Szczerbiec" apareció en la Crónica de la Gran Polonia a principios del siglo XIV. Según esta fuente, un ángel le dio la espada al rey Boleslao el Valiente (reinó entre 992 y 1025); Se suponía que los reyes polacos siempre lo llevaban en la batalla para triunfar sobre sus enemigos. Durante la invasión de Boleslao a la Rus de Kiev, la golpeó contra la Puerta Dorada de Kiev mientras capturaba la ciudad. Fue la muesca que apareció en el borde de la hoja lo que le dio su nombre a la espada. Este relato, escrito tres siglos después de los eventos que describe, es inverosímil no solo por la referencia habitual al origen sobrenatural de la espada (compárese con Excalibur), sino también porque la intervención de Boleslao en la crisis de sucesión de Kiev tuvo lugar en 1018, o alrededor de 19 años antes de la construcción real del Golden Gate en 1037. 

Es plausible, sin embargo, que Boleslao astille su espada al golpearla contra una puerta anterior en Kiev. Su bisnieto, Boleslao el Temerario (r. 1058–1079), golpeó la Puerta Dorada con una espada en 1069, lo que indicaría que era un gesto habitual para hacerse con el control de una ciudad. También es posible que esta espada se conserve como recuerdo de victorias pasadas veneradas por los sucesores de Boleslao el Valiente. Según la Crónica de Wincenty Kadłubek, Boleslaus Wrymouth (r. 1107–1138) tenía una espada favorita a la que llamaba Żuraw o Grus ("Grulla"). Un escriba que copió la crónica en 1450 agregó la palabra Szczurbycz sobre la palabra Żuraw, pero no se sabe si estas dos espadas eran una y la misma. 

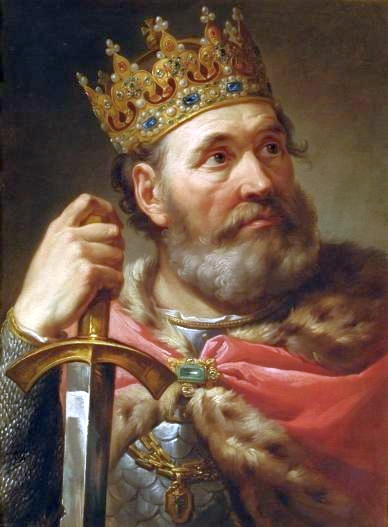
Boleslao el Valiente sosteniendo a Szczerbiec, [2] pintado por Marcello Bacciarelli en 1771. Tenga en cuenta la falta de una hendidura en la hoja y el borde astillado.

Según la Crónica de la Gran Polonia, la espada se mantuvo en el tesoro de la Catedral de Wawel.  Se desconoce el destino final del Szczerbiec original. Pudo haber sido llevado a Praga, junto con otras insignias reales, por el rey Wenceslao II de Bohemia después de su coronación como rey de Polonia en Gniezno en 1300. Lo que sucedió con estas insignias a partir de entonces sigue siendo un misterio. [33] Aunque la espada mellada de Boleslao el Valiente no se ha conservado e incluso su existencia es dudosa, su leyenda tuvo un gran impacto en la memoria histórica polaca y en el tratamiento de su sucesor, el moderno Szczerbiec. 

## Simbolismo moderno

Emblema del Partido Nacional (Polonia).

En el período de entreguerras, se adoptó una imagen simplificada de Szczerbiec envuelto tres veces en una cinta blanca y roja como símbolo de las organizaciones nacionalistas polacas dirigidas por Roman Dmowski: el Campo de la Gran Polonia (Obóz Wielkiej Polski), el Partido Nacional (Stronnictwo Narodowe), y la Juventud de Polonia (Młodzież Wszechpolska). Sus miembros lo usaron como una insignia llamada pl, o "Pequeña espada de [Boleslao] el Valiente". El símbolo también estaba cosido en la manga izquierda de la camiseta de arena que formaba parte del uniforme del Campamento de la Gran Polonia. Entre los políticos que portaron la insignia antes de la Segunda Guerra Mundial estaban Roman Dmowski, Władysław Grabski, Wojciech Korfanty, Roman Rybarski,  y Wojciech Jaruzelski. Fue prohibido en 1938 durante el período de "Sanación". Durante la Segunda Guerra Mundial, la insignia fue utilizada por grupos de resistencia militar derechistas, antinazis y antisoviéticos, las Fuerzas Armadas Nacionales (Narodowe Siły Zbrojne) y la Organización Militar Nacional (Narodowa Organizacja Wojskowa). Después de la caída del comunismo en Polonia, el símbolo de Mieczyk Chrobrego fue adoptado nuevamente por organizaciones nacionalistas y de extrema derecha nuevas o reactivadas, incluida la Liga de Familias Polacas (Liga Polskich Rodzin), All-Polish Youth y el Camp of Great Poland. Además, Szczerbiec es el título de un periódico publicado desde 1991 por un partido nacionalista radical menor, el Renacimiento Nacional de Polonia (Narodowe Odrodzenie Polski).
El uso simbólico de Szczerbiec volvió a ser motivo de discordia en 2009. Después de un monumento al Ejército Insurgente Ucraniano (Ukrayins'ka Povstans'ka Armiya) en el pl La montaña en el sureste de Polonia fue destrozada, las autoridades de la ciudad ucraniana de Lviv exigieron la eliminación de una imagen de Szczerbiec del cementerio militar polaco local. Los ucranianos, recordando el uso legendario de la espada original en una invasión polaca de Kiev, argumentaron que era un símbolo nacionalista polaco, militarista y antiucraniano.
Como espada de coronación, Szczerbiec fue mencionada específicamente por primera vez por Jan Długosz en su relato de la coronación del rey Casimiro IV (r. 1447-1492), pero probablemente fue utilizada por primera vez en una ceremonia de coronación por el rey Ladislao el Breve (r. 1288-1333) en 1320, momento en el que ya había reunificado la mayor parte de los territorios centrales de Polonia. Si Szczerbiec había pertenecido anteriormente a su tío, Boleslao I de Masovia, o a su suegro, Boleslao el Piadoso, entonces podría haberla heredado. Si había pertenecido a alguno de los dos Boleslaos que habían gobernado desde Cracovia como altos duques de toda Polonia, entonces Ladislao simplemente podría haberla encontrado en la catedral de Wawel. A partir de entonces, la Szczerbiec se convirtió en parte integrante de las joyas de la Corona polaca, compartió su destino y fue la principal espada ceremonial utilizada en las coronaciones de todos los reyes polacos hasta 1764, excepto Jogaila (1386), Esteban Báthory (1576), Estanislao I Leszczyński (1705) y Augusto III Wettin (1734).

## Otras lecturas
- Budzioch, Dagmara; Tomal, Maciej (2010), «A Hebrew Inscription on the Polish Coronation Sword», Scripta Judaica Cracoviensia (Kraków: Wydawnictwo Uniwersytetu Jagiellońskiego) 8: 39-47, ISBN 978-83-233-3049-3, ISSN 1733-5760.
- Monitoring discriminatory signs and symbols in European football, FARE Network, archivado desde el original el 6 de agosto de 2015, consultado el 29 de abril de 2015.
- Sadowski, Jan Nepomucen (1892), Miecz koronacyjny polski "Szczerbcem" zwany (en polaco), Kraków: Akademia Umiejętności, consultado el 31 de mayo de 2014.
- Żukow-Karczewski, Marek (1987). «Klejnoty i insygnia koronacyjne w dawnej Polsce. Prawdy i legendy» [Crown jewels and insignia in the former Poland. Truth and legend]. Życie Literackie (32). p. 5. ISSN 0591-2369.
- Żygulski, Zdzisław, jun. (2008), «Szczerbiec»,  en Grzybkowski, Andrzej, ed., Urbs Celeberrima: Księga pamiątkowa na 750-lecie lokacji Krakowa (en polaco), Kraków: Muzeum Narodowe w Krakowie, pp. 309-355, ISBN 978-83-89424-77-8, consultado el 22 de mayo de 2014.